# Orobanche pourprée
Orobanche purpurea
Espèce
Classification phylogénétique
Orobanche purpurea, l'Orobanche pourprée, Orobanche pourpre ou Orobanche violette, parfois appelée Phélipée pourpre ou Phélipée blanche, est une plante parasite de la famille des Orobanchacées d'origine eurasiatique.

## Description
C'est une plante annuelle haute d'environ 15 à 40 centimètres, qui produit en début d'été une hampe florale de couleur bleu-violet.
L'Orobanche pourprée vit en parasite aux dépens de l'Achillée millefeuille (Achillea millefolium L.).

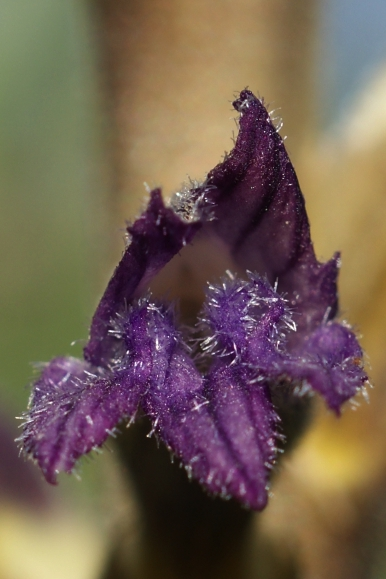
Fleur d'orobanche pourprée - Haute-Maurienne, 2012

## Synonyme
- Phelipanche purpurea (Jacq.) Soják, 1972[1].

## Statut de protection
En France, cette espèce est classée « plante protégée » en Île de France et en Nord-Pas-de-Calais.